# The Return of Joe Rich
The Return of Joe Rich ist ein US-amerikanischer Fernsehfilm aus dem Jahr 2011. Regie führte Sam Auster, der auch das Drehbuch verfasste und als Co-Produzent agierte.

## Handlung
Der italienisch- und jüdisch-stämmige Joe, ein junger Mann mit mäßigem Erfolg, kehrt nach seiner Trennung zurück in seine Heimat Chicago; ein Ort, von dem er glaubt, noch echte und ehrbare Männer zu finden. Mit voller Bewunderung für die Mafia, versucht der machthungrige Joe seinen charismatischen Onkel Dominic, der Teil der Chicagoer Mafia ist, zu überzeugen, ihn Teil der Familie werden zu lassen und er wird alles tun, um es zu schaffen. Es läuft gut, bis Joe einen Fehler macht und bestraft wird. Nun will er Rache an seinem Onkel nehmen und entführt ihn mit seinem besten Freund. Doch damit fängt der Ärger erst richtig an.
Kommentiert wird der Film von „Chicagoer Jungs“ im Alter von 73 bis 89, die im wirklichen Leben in den 1930er, 1940er und den 1950er Jahren in Chicago lebten und diese Art Leben in der Gegend beschreiben und mit Mafiafilmen wie Der Pate oder der Serie Die Sopranos vergleichen.

## Hintergrund
Am 12. Oktober 2011 wurde der Film veröffentlicht und erschien am 13. August 2013 auf DVD.